# Радиальная нейропатия
Радиальная нейропатия — разновидность мононейропатии, вызванная травмой или ущемлением лучевого нерва, соответствующего сегментам спинного мозга C5-Th1. Характеризуется «свисающей кистью», слабостью в кисти и пальцах, онемением кисти и эпизодами парестезии, при которых страдающей радиальной нейропатией человек испытывает неприятные ощущения, исходящие от кисти.
Такую травму когда-то перенес фронтмен, вокалист и лид-ритм-гитарист группы Megadeth Дэйв Мастейн.[значимость факта?]

## Симптомы
Симптомы варьируются в зависимости от повреждённого участка нерва и степени травмы. Наиболее частые симптомы включают «свисающую кисть» (неспособность больного произвести разгибание обращенной ладонью вниз кисти), онемение тыльной стороны кисти и невозможность разогнуть пальцы.

## Причины
Лучевая нейропатия может развиться вследствие проникающих ранений или перелома руки, компрессии или ишемии. Поражение лучевого нерва может быть также осложнением хирургических процедур, например, при введении штифта для стабилизации перелома плеча.
1. Проникающая травма может привести к повреждению в любом месте на всем протяжении вдоль нерва.

2. Высокое компрессионное повреждение в подмышечной впадине может быть следствием неправильного использования костылей («костыльный паралич»)

3. Компрессионное повреждение в области спирального канала плечевой кости развивается у пациентов со значительным сдавлением в течение нескольких часов и развитием его ишемии.
- Такую травму может получить пьяный, заснувший на скамейке таким образом, что задняя поверхность его рук оказалась сжата спинкой скамейки. Этот вид нейропатии получил название «паралича субботней ночи».[5] Другое название — «паралич медового месяца». Название указывает на то, что травма может быть приобретена человеком, на руке которого долгое время покоится голова партнёра. Такое же повреждение может произойти, если человек долгое время обнимает партнёра, сидящего на соседнем сидении, а спинка сидения между тем давит ему на руку. Подобный же механизм компрессинной нейропатии лучевого нерва может отмечаться у пациентов, находящихся под влиянием наркотических (снотворных) средств.
- Перелом плечевой кости — частая причина лучевой нейропатии из-за сдавления или вторичных разрывов нерва, так как нерв огибает плечевую кость вблизи спирального канала плечевой кости верхней конечности.[1] При переломах плечевой кости радиальная нейропатия возникает в 11,8 % случаев.[6]
- Аналогичные повреждения могут происходить с людьми, долгое время сидящих в кресле с подлокотниками, которые давят на руки. Это может наблюдаться у пациентов, пользующихся креслом-коляской, когда спиральный канал плечевой кости придавливается в жесткой поверхности кресла-коляски.

4. Подвывих лучевой кости может привести к повреждению лучевого нерва в проксимальном отделе предплечья.

5. Задний межкостный синдром обычно происходит из-за сдавления участка лучевого нерва, который пенетрирует мышцу, разгибающую предплечье (супинатор) в проксимальном отделе предплечья:
- При повторных разгибаниях предплечья и гипертрофии мышцы-супинатора
- Вторичное поражение нерва при синовиите локтевого сустава, ганглиозной кисты, увеличенной суставной сумки в области локтя, или при опухолях (особенно при развитии липомы в месте входа лучевого нерва в мышцу-супинатор)

6. Изолированная дистальная сенсорная лучевая нейропатия может развиться при ношении тугих браслетов или наручников.

7. Двусторонние параличи лучевого нерва могут быть признаком интоксикации свинцом, в том числе интоксикацией, связанной с профессиональной деятельностью. Двусторонние радиальных параличи предложить интоксикации свинцом.
Описаны редкие случаи радиальной нейропатии у новорождённых.

## Прогноз
Радиальная нейропатия необязательно необратима, так как повреждённый нерв может медленно регенерировать. Процесс регенерации занимает несколько месяцев.